# Nangsri (Kebakkramat)
Nangsri is een bestuurslaag in het regentschap Karanganyar van de provincie Midden-Java, Indonesië. Nangsri telt 6116 inwoners (volkstelling 2010).